# Tusen stjärnor glimmar
Tusen stjärnor glimmar är en psalm av Anders Frostenson som diktades år 1960 och musik komponerades av T Sörenson år 1958.

## Publicerad i
- Den svenska psalmboken 1986 som nr 342 under rubriken "Gud, vår Skapare och Fader".
- Svensk psalmbok för den evangelisk-lutherska kyrkan i Finland (1986) som nr 455 under rubriken Guds skapelse.